# Мъжечна съгласна
Мъ̀жечните съгласни се учленяват посредством задната част на езика, поставена срещу или близо до мъжѐца (по-назад в устната кухина отколкото заднонебните). В случая на мъжечните съгласни, дейният (подвижният) звукоучленителен орган е езикът със своята задна част, докато неподвижният учленител е мъжецът.
Мъжечните съгласни звукове могат да бъдат преградни, проходни, носови, трептящи или приблизителни, въпреки че в Международната фонетична азбука не съществуват отделни знаци за приблизителните мъжечни, като вместо това се използват символите за звучни проходни съгласни. Възможно е и образуването на мъжечни африкатни (преградно-проходни) съгласни, но подобни са рядкост.
Мъжечните съгласни според МФА:
- [q] – беззвучна мъжечна преградна съгласна;
- [ɢ] – звучна мъжечна преградна съгласна;
- [ɴ] – мъжечна носова съгласна;
- [χ] – беззвучна мъжечна проходна съгласна;
- [ʁ] – звучна мъжечна проходна съгласна;
- [ʀ] – мъжечна трептяща съгласна;
- [ʛ] – звучна мъжечна имплозивна съгласна;
- [q̕] – мъжечна изтласкваща съгласна;
- [ɢ̆] – звучна мъжечна едноударна съгласна;
- [ʟ̠] – мъжечна странична приблизителна съгласна;